# Heather Burns
Heather Burns (Chicago, 7 april 1975) is een Amerikaans actrice.

## Biografie
Burns heeft de high school doorlopen aan de Evanston Township High School in Evanston (Illinois). Hierna ging zij studeren aan de New York University waar zij haar bachelor of fine arts haalde. Zij is getrouwd met acteur Ajay Naidu met wie zij een kind heeft.
Burns begon in 1996 met acteren in de televisieserie One Life to Live. Hierna speelde zij rollen in televisieseries en films zoals You've Got Mail (1998), Miss Congeniality (2000), Two Weeks Notice (2002), Miss Congeniality 2: Armed & Fabulous (2005), Bewitched (2005) en Bored to Death (2009-2011).
Burns is ook actief in het theater, zo speelde zij eenmaal op Broadway. Van 2008 tot en met 2012 speelde zij in de musical Billy Elliot: The Musical als ballerina.

## Filmografie

### Films
Uitgezonderd korte films.
- 2025: The Best You Can - als Rosemary
- 2016: Brave New Jersey – als Lorraine Davison
- 2016: Manchester by the Sea – als Jill
- 2012: The Fitzgerald Family Christmas – als Erin Fitzgerald
- 2011: What's Your Number? – als Eileen
- 2011: Valley of the Sun – als Betsy
- 2010: Weakness – als Julia
- 2010: Ashes – als Jasmine
- 2009: Breaking Upwards – als Hannah
- 2008: Choke – als Gwen
- 2007: Watching the Detectives – als Denise
- 2006: The Groomsmen – als Jules
- 2005: Brooklyn Lobster – als Kerry Miller
- 2005: Bewitched – als Nina
- 2005: Miss Congeniality 2: Armed & Fabulous – als Cheryl Frasier
- 2005: Perception – als Ramona
- 2003: Kill the Poor – als Scarlet
- 2003: With You in Spirit – als Emily Burke
- 2002: Two Weeks Notice – als Meryl Brooks
- 2000: Miss Congeniality – als Cheryl Frasier
- 2000: You Are Here* – als Lydia
- 1999: Chicks – als Darcy
- 1998: You've Got Mail – als Christina Plutzker

### Televisieseries
Uitgezonderd eenmalige gastoptredens.
- 2017-2020 Blindspot - als Kathy Gustafson - 5 afl.
- 2018: Sneaky Pete - als Trish - 2 afl.
- 2017: Friends from College - als Anka Wexler - 2 afl.
- 2013: Save Me – als Jane Derring – 8 afl.
- 2009-2011: Bored to Death – als Leah – 22 afl.
- 2009: The Unusuals – als Bridget Demopolis – 3 afl.
- 2006-2008: Twenty Good Years – als Stella – 13 afl.
- 2008: Puppy Love – als Ricki
- 2000-2001: The $treet – als Joanna Sacker – 5 afl.
- 2000: The Beat – als Beatrice Felsen – 2 afl.
- 1999: Nearly Yours – als Olivia Hammersmith
- 1996-1997: One Life to Live – als Herrick

- International Standard Name Identifier: 0000 0000 4827 1046
- Library of Congress Control Number: no2007050254
- Nationale Bibliotheek van Israël: 987007461363305171
- Virtual International Authority File: 17000423
- WorldCat: E39PBJq738HPXCGHxKfBgrkYyd